# Felicity (Vorname)
Felicity ist ein weiblicher Vorname.

## Herkunft und Bedeutung
Felicity ist die englische Form von Felicitas (lateinisch „Glück, Glückseligkeit“).

## Namensträgerinnen
- Felicity Abram (* 1986), australische Triathletin
- Felicity Gallup (* 1969), walisische Badmintonspielerin
- Felicity Galvez (* 1985), australische Schwimmerin
- Felicity Jones (* 1983), britische Schauspielerin
- Felicity Huffman (* 1962), US-amerikanische Schauspielerin
- Felicity Lane-Fox, Baroness Lane-Fox (1918–1988), britische Politikerin
- Felicity Lott (* 1947), englische Opern- und Konzertsängerin
- Felicity Palmer (* 1944), englische Opern-, Oratorien- und Liedsängerin
- Felicity Provan, australische Jazztrompeterin, -kornettistin und -sängerin
- Felicity Sheedy-Ryan (* 1985), australische Profi-Triathletin
- Felicity Wardlaw (* 1977), australische Radrennfahrerin